# Великоглушанська волость
Великоглушанська волость — адміністративно-територіальна одиниця Ковельського повіту Волинської губернії Російської імперії. Волосний центр — містечко Велика Глуша.
Станом на 1885 рік складалася з 13 поселень, 10 сільських громад. Населення — 5945 осіб (2956 чоловічої статі та 2989 — жіночої), 485 дворових господарств.
|                     | Площа, десятин | У тому числі орної, дес. |
| ------------------- | -------------- | ------------------------ |
| Сільських громад    | 15553          | 3036                     |
| Приватної власності | 14102          | 2046                     |
| Казенної власності  | 8108           | 21                       |
| Іншої власності     | 460            | 238                      |
| Загалом             | 38223          | 5341                     |

Основні поселення волості:
- Велика Глуша (Маріамполь) — колишнє власницьке село при річці Турія; волосне правління  (за 75 верст від повітового міста), 633 особи, 48 дворів, православна церква, школа, поштова станція, постоялий будинок, 4 ярмарки.
- Бірки — колишнє власницьке село при річці Турія, 642 особи, 63 двори, православна церква, постоялий будинок.
- Ветли — колишнє власницьке село при річці Прип'ять, 715 осіб, 60 дворів, православна церква, 2 постоялих будинки.
- Видерть — колишнє власницьке село, 640 осіб, 69 дворів, православна церква, постоялий будинок.
- Ворокомль — колишнє власницьке село, 615 осіб, 83 двори, православна церква, каплиця, постоялий будинок, ярмарок, цегельний та винокурний заводи.
- Залаззя — колишнє власницьке село при озері Тилянів, 424 особи, 50 дворів, православна церква.
- Мала Глуша — колишнє власницьке село при річці Турія, 675 осіб, 49 дворів, православна церква, постоялий будинок.
- Невір — колишнє власницьке село при річці Прип'ять, 170 осіб, 17 дворів, православна церква (стара), постоялий будинок.